# Spider-Geddon
Spider-Geddon es una serie limitada de cómics de 2018 y una historia cruzada publicada por Marvel Comics que presenta múltiples versiones alternativas de Spider-Man que habían aparecido en varios medios y su elenco de apoyo.En esta secuela de Spider-Verse, los Herederos han encontrado una manera de salir del mundo diezmado en el que fueron encarcelados y ahora están decididos a vengarse del Spider-Army y alimentarse de ellos una vez más.Una secuela, titulada End of the Spider-Verse, se lanzó en octubre de 2022.

## Historial de publicaciones
La historia se anunció por primera vez con carteles teaser en blanco, con el lema "Spider-Geddon está cerca".Finalmente se reveló que la historia presentaría varias versiones alternativas de Spider-Man y sus personajes relacionados, como el evento cruzado anterior, Spider-Verse.El equipo creativo, el escritor Christos Gage y el artista Jorge Molina, fue anunciado el 29 de junio en un comunicado de prensa. El editor Nick Lowe explicó que "Spider-Verse tomó multitudes de personajes de Spider y los puso a todos en el mismo escenario y hemos estado jugando con él desde entonces. Spider-Geddon coloca dinamita en ese escenario y la hace volar en pedazos. El villano araña más peligroso de todos los tiempos, Morlun, y su familia de Herederos quedaron atrapados en la prisión perfecta al final de Spider-Verse. Pero como en cualquier historia de superhéroes, siempre hay una salida y no creerás cómo estos Spider-Eaters salen. Pero están fuera y quieren venganza".
Gage había trabajado anteriormente para Dan Slott en el cómic Spider-Verse y se convirtió en el escritor principal porque Slott estaba ocupado escribiendo los cómics Tony Stark: Iron Man y Fantastic Four.Los editores también aclararon en la Comic Con de Nueva York que el personaje principal sería Miles Morales, y no Peter Parker.
El evento comenzó con una miniserie de cinco números de Edge of Spider-Geddon, que presenta historias paralelas de versiones alternativas de Spider-Man. Spider-Geddon #0 introdujo al personaje del videojuego Spider-Man 2018 en los cómics y preparó la trama de la secuela del juego.Tanto el videojuego como el cómic están escritos por Gage, quien dijo que "Ya que he estado escribiendo para el videojuego durante los últimos tres años (junto con los siempre increíbles Dan Slott, Jon Paquette y Ben Arfmann), parecía el momento perfecto para incorporar a Pete a la mezcla".El primer póster teaser ilustrado presentaba una silueta negra de un personaje de Spider-Man, que se reveló como el del juego en una versión completa posterior del póster.
Superior Octopus #1 introdujo el tema principal, y el Spider-Geddon principal comenzó a publicarse después de él.Uno de los cómics relacionados es un tercer volumen del cómic de Spider-Gwen, llamada Spider-Gwen: Ghost-Spider. Está escrito por el novelista Seanan McGuire y fotografiado por la artista Rosi Kampe.

## Trama
Superior Octopus  se establece como un héroe local de San Francisco. Ha inventado una máquina utilizando la tecnología de los Herederos que hace clones de sí mismo, permitiendo que su conciencia salte a uno de ellos en caso de muerte. Spider-UK, Spider-Woman de Tierra-982, Spider-Gwen de Tierra-65, Doctor Octopus (Octavia Octo) de Tierra-1104, Spider-Ham, Spider-Punk de Tierra-138, y Spider-Man Noir se reúnen en al laboratorio para advertirle del riesgo. Morlun, Verna y Jennix emergen de una de las máquinas y matan a (Spider-Man Noir) y (Spider-UK). Morlun parte para apuntar a Peter Parker.
A medida que los Herederos continúan emergiendo, las arañas sugieren que Octavius desencadene la autodestrucción de la base, y Spider-Gwen aparentemente se sacrifica para atrapar a los Herederos en la base mientras los demás se retiran. Con los Herederos ahora restringidos a los cuerpos que tienen en este momento, Octavius y Spider-Punk sugieren matar a los Herederos, mientras que Miles, Spider-Woman y Spider-Ham prometen adherirse a sus viejas filosofías. Octavius regresa al disfraz de Superior Spider-Man y ambos grupos comienzan a reclutar aliados de dimensiones alternativas. Verna toma un desvío en su misión donde absorbe la fuerza vital del Maestro Tejedor. (Spider-Gwen) se encuentra en la Tierra-3109.
Al llegar a la Tierra-51778, Superior Spider-Man y Spider-Man de Tierra-1048 advierten a Takuya Yamashiro sobre los Herederos. En Tierra-50101, Miles Morales y Pavitr Prabhakar hablan sobre el plan grupal de Superior Spider-Man para matar a los Herederos mientras detienen a algunos ladrones. Luego, se encuentran con Spider-Man y Spinneret de Tierra-18119, Spider-Ham, Silk, SP//dr, y Spider-Pete y Spider-Ben de Tierra-91918, ya que hay conversaciones para conseguir a Peter Parker de Tierra-616. De vuelta en Tierra-51778, Superior Spider-Man, Spider-Man de Tierra-1048, Spiders-Man de Tierra-11580, Takuya Yamashiro, Spider-Man de Tierra-138, Octavia Otto, Web-Slinger de Tierra-31913 y Norman Osborn de Tierra-44145 habla sobre cómo destruir a los Herederos mientras el grupo de Kaine (compuesto por él mismo, Ashley Barton, Jessica Drew, Astro-Spider y Spider-Kid) persigue a Verna antes de que pueda encontrar el cristal que contiene el alma de Solus. Octavia descubrió que Ben Reilly los había seguido porque está familiarizado con la tecnología de clonación de New U Technology. Superior Spider-Man recibe una transmisión del grupo de Miles que indica que se dirigen a (New U Technologies). En (New U Technologies), el cuerpo de Solus se restaura mientras Daemos, Brix, Bora y Jennix esperan el regreso de Verna con el cristal. Mientras Jennix intenta acelerar la construcción de los bancos de cadáveres, Spider-Ham informa al resto de su grupo. Antes de que Miles pueda detonar las vigas de soporte, son atacados por Brix, Bora y Daemos. Mientras Bora trabaja para drenar la fuerza vital de Miles, Miles le aconseja a SP//dr que active los detonadores de su traje. SP//dr lo hace a regañadientes hasta que llega el grupo de Superior Spider-Man, donde se emite una retirada después de que Superior Spider-Man obtiene un análisis del banco de cadáveres de Solus. Durante el retiro, Superior Spider-Man se entera de que Jennix está teniendo dificultades con la tecnología de clonación de New U Technologies. Norman Osborn de Tierra-44145 conversa con Spiders-Man de Tierra-11580 sobre su visión sobre la Red de la Vida y el Destino, ya que tienen una estrategia secreta para mantener a los Herederos en Tierra-616.
Spider-Woman regresa a la Tierra-616 con el cristal que contiene la fuerza vital de Solus. Desafortunadamente, llega a New U Technologies donde Jennix la agarra. Después de ser alcanzada por las explosiones de veneno de Spider-Woman, Jennix le indica a Daemos que comparta su comida con Brix y Bora. Cuando Daemos comienza a alimentarse de Spider-Woman, ella afirma que obtuvo sus poderes de una explosión de radiación que la hace desagradable para los Herederos. Jennix le indica a Daemos que coloque a Spider-Woman en estasis para que Jennix pueda estudiarla más tarde. Luego, Jennix usa el cristal en la máquina de clonación, lo que le permite a Solus vivir nuevamente. Solus planea recompensar a sus hijos con un festín como nunca antes. Mientras tanto, en Tierra-13, Miles Morales le informa a Spider-Man de Tierra-1048 que este mundo es donde Spider-Army luchó por primera vez contra Solus y mató a Spider-Man impulsado por Fuerza Enigma. Superior Spider-Man le explica a Norman Osborn de Tierra-44145 que están en Tierra-13 para analizar la Fuerza Enigma. Spider-Man of Earth-18199 aconseja a Spider-Man de Tierra-1048 que no deje que su Mary Jane se escape mientras Spider-Man de Tierra-1048 compara a Miles con la versión de Miles en su mundo. Spider-Punk de Tierra-138 informa al resto del grupo de Superior Spider-Man que Solus vuelve a vivir. Norman Osborn de Tierra-44145 lleva a Spiders-Man de Tierra-11580 a Loomworld que Norman vio en su visión. Encuentran a Karn muerto y la Red de la Vida y el Destino desprotegida. Spiders-Man de Tierra-11580 hace que sus arañas se coman el cadáver de Karn mientras Norman Osborn de Tierra-44145 planea no tener una Red de Vida y Destino para evitar que se produzcan viajes interdimensionales. A bordo de Leopardon, el grupo de Superior Spider-Man está analizando posibles reclutas como un Spider-Cop y un Tyrannosaurus. Antes de que se puedan obtener nuevos reclutas, los relojes araña funcionan mal debido a lo que está sucediendo en Loomworld. Mientras Spiders-Man de Tierra-11580 envía sus arañas a diferentes Tierras, Norman Osborn de Tierra-44145 hace explotar la Red de la Vida y el Destino. De vuelta en Leopardon, Superior Spider-Man descubre que alguien los ha atrapado en la Tierra-616 con los Herederos. Mientras Pavitr y Octavia trabajan para solucionarlo, Superior Spider-Man lleva a Ben Reilly a la Pirámide Transamerica, donde descubren que Jennix ha improvisado más tanques de clonación. Superior Spider-Man noquea a Ben Reilly y lo entrega a los Herederos como parte de un trato que incluye que Solus perdone a la Tierra-616. Solus acepta mostrar misericordia a la Tierra-616 sin hacer promesas a nadie que no agrade a los Herederos. Cuando Superior Spider-Man se va, los Herederos se acercan a Ben Reilly inconsciente. Miles Morales puede usar los fragmentos de la Energía Enigma para enviar un mensaje cuando llega una Fuerza Enigma enojada.
La Fuerza Enigma afirma que es una herramienta para ser utilizada por humanos dignos. Cuando se les pregunta si todos han cometido errores imperdonables, los miembros del equipo de Miles se arrepienten, mientras que Miles afirma que los Herederos mataron una versión del Capitán Universo de Tierra-13. Cuando Solus despide a Superior Spider-Man, se revela que Spider-Man de Tierra-1048 ha seguido en secreto a Superior Spider-Man y piensa que lo ha traicionado. Ben Reilly se despierta cuando Daemos le aconseja a Jennix que se lo coma. Cuando Jennix comienza a alimentarse de la fuerza vital de Ben Reilly, descubre el sacrificio de Ben para salvar a Spider-Man del Duende Verde, cómo Miles Warren lo recrea y cómo funcionan los bancos de clonación de (New U Technologies). Los recuerdos empiezan a afectar a Jennix. Cuando Spider-Man de Tierra-1048 se entera de que esto era parte de los planes de Ben Reilly y Superior Spider-Man, son atacados por los Herederos. Mientras Daemos ataca, Solus le dice que se haga a un lado porque aún no se ha alimentado de una Araña. En ese momento, Miles Morales, quien fue transformado en Capitán Universo por Enigma Force, le dispara a Solus en la espalda cuando Spider-Punk menciona que Jennix se ha vuelto loca y Verna está desaparecida. Miles, impulsado por el Capitán Universo, ataca y promete no cometer el mismo error que Spider-Man de Tierra-13. Leopardon aparece en New U Technologies y Takuya Yamashiro hace que se transforme hasta que Daemos ataca. Superior Spider-Man y Octavia Otto encuentran a Spider-Woman y la liberan donde ella menciona que Verna murió en la Tierra-3145. Mientras Superior Spider-Man y Octavia Otto trabajan para revivir a Ben Reilly, los otros grupos impulsados por arañas luchan contra los Herederos. En ese momento, Spiderling de Tierra-18119 llega con Anya Corazon y Spider-Woman de Tierra-982 mientras Spiderling afirma que ella es una creadora de patrones. Las tres Mujeres Araña usan los fragmentos de la Red de la Vida y el Destino para volverse lo suficientemente fuertes como para derrotar a Brix y Bora mientras la Mujer Araña de Tierra-982 lucha contra Daemos. Spider-Gwen en su alias "Ghost Spider" aparece con más personajes con poderes de araña, incluido el 616 Spider-Man principal que derrotó a Morlun. 616 Spider-Man alcanza a Superior Spider-Man y Octavia Otto, quienes lograron revivir a Ben Reilly a la "configuración de fábrica". Después de un poco de persuasión, Spider-Man le permite a Superior Spider-Man idear su plan mientras Miles, impulsado por el Capitán Universo, usa el ataque Sword Vigor de Leopardon contra Solus, Brix, Bora y Daemos. Más tarde, Superior Spider-Man les revela a los demás que revivió a los Herederos cuando eran bebés, ya que Spider-Man dispuso que se hiciera lo mismo con Morlun para que los Herederos pudieran crecer sin una paternidad abusiva y no convertirse en supervillanos. Spider-Ma'am acoge a los bebés Herederos como hijos adoptivos. Cuando cada personaje impulsado por arañas regresa a su mundo, Spider-Woman de Tierra-982 menciona que esta vez no hubo Otro, pero Annie le dice que sí. En la Tierra-982, la mano de Peter Parker se levanta de la tumba. Spider-Man y Miles le dicen a Superior Octopus que debería llamarlos si surge una amenaza para él, sin importar de dónde vengan. La escena final muestra a Norman Osborn de Tierra-44145 en un lugar desconocido sosteniendo un contenedor de ADN.

## Problemas

### Previo
- Edge of Spider-Geddon #1–4[18][19]
- Superior Octopus #1

### Trama principal
- Spider-Geddon #0–5[19][20][21][22]

### Enlaces
- Peter Parker, The Spectacular Spider-Man #311–313[20][21][22]
- Spider-Force #1–3[20][21][22]
- Spider-Geddon Handbook #1
- Spider-Girls #1–3[23][21][22]
- Spider-Gwen: Ghost Spider #1–3[20][21][22]
- Superior Spider-Man Vol. 2 #1[22]
- Vault of Spiders #1–2[20][21]

### Consecuencias
- Spider-Gwen: Ghost Spider #4

## Ediciones recopiladas
| Título                                                          | Material recolectado | Fecha de publicación     | ISBN           |
| --------------------------------------------------------------- | --- | ------------------------ | -------------- |
| Edge of Spider-Geddon                                           | Edge of Spider-Geddon #1–4, Superior Octopus #1 | 15 de enero de 2019      | 978-1302914745 |
| Spider-Geddon                                                   | Spider-Geddon #0–5, Spider-Geddon: Vault of Spiders #1–2 | 19 de febrero de 2019    | 978-1302914752 |
| Spider-Geddon: Covert Ops                                       | Spider-Force #1–3, Spider-Girls #1–3 | 27 de febrero de 2019    | 978-1302914974 |
| Peter Parker: The Spectacular Spider-Man, Vol. 5: Spider-Geddon | Peter Parker: The Spectacular Spider-Man #311–313, Spider-Geddon: Spider-Man Noir Video Comic #1, Spider-Geddon: Animated Video Comic #1 | 19 de febrero de 2019    | 978-1302914530 |
| Spider-Verse/Spider-Geddon Omnibus                              | Edge Of Spider-Verse #1-5; Spider-Verse (2014) #1-2; Superior Spider-Man (2013) #32-33; Amazing Spider-Man (2014) #7-15; Spider-Man 2099 (2014) #5-8; Scarlet Spiders #1-3; Spider-Woman (2014) #1-4; Spider-Verse Team-Up #1-3; Edge Of Spider-Geddon #1-4; Spider-Geddon #0-5; Superior Octopus #1; Spider-Force #1-3; Spider-Girls #1-3; Peter Parker, The Spectacular Spider-Man (2017) #311-313; Spider-Gwen: Ghost Spider #1-4; Vault Of Spiders #1-2; Spider-Geddon: Spider-Man Noir Video Comic; Spider-Geddon: Spider-Gwen – Ghost Spider Video Comic; Spider-Geddon: Spider-Man Video Comic; Spider-Geddon Handbook, and material from Free Comic Book Day 2014 (Guardians Of The Galaxy) | 14 de septiembre de 2022 | 978-1302947422 |

## Recepción
La serie en su conjunto recibió críticas mixtas, y los críticos criticaron la trama, el tratamiento de los personajes y el ritmo. Los críticos notaron que la falta del Spider-Man principal hacía que la historia pareciera vacía. Sin embargo, los críticos elogiaron el estilo artístico así como la relación entre Spider-Man de Insomniac y Superior Spider-Man. Según Comicbook Roundup, la serie tiene una puntuación media de 7,1 sobre 10.
Según Comic Book Roundup, el número 0 de Spider-Geddon recibió una puntuación de 6,7 sobre 10 según 11 reseñas.
Según Comic Book Roundup, el número 1 recibió una puntuación de 7,5 sobre 10 según 16 reseñas.
Según Comic Book Roundup, el número 2 recibió una puntuación de 7,4 sobre 10 según 8 reseñas.
Según Comic Book Roundup, el número 3 recibió una puntuación de 7,2 sobre 10 según 11 reseñas.
Según Comic Book Roundup, el número 4 recibió una puntuación de 7,4 sobre 10 según 9 reseñas.
Según Comic Book Roundup, el número 5 recibió una puntuación de 6,6 sobre 10 según 10 reseñas.